# Осадные орудия
Оса́дное ору́дие (военная машина) — машина (орудие) как вспомогательные устройство и конструкция для разрушения или ослабления укреплённых оборонительных сооружений при осаде.
Спектр осадных орудий (военных машин) простирался от крайне сложных аппаратов, привозимых нападающими, до примитивных сооружений, создаваемых прямо на месте. Конструкторов и операторов военных машин называли инженерами.

## История
В Петровский период России, осадные орудия входили в Осадный парк который состоял из трёх отделений, дислоцировавшихся в Санкт-Петербурге, Брянске (Орловская губерния) и Осереде (иначе Павловск, Воронежская губерния). Отделения имели боевые задачи:
- Первое назначалось для защиты от шведов;
- Второе — для сплава орудий по Десне в Днепр;
- Третье — для защиты от Османской империи, и сплава артиллерии по Дону и Азову.  Весь парк состоял из 462 орудий, и на каждое полагалось по 500 снарядов и зарядов.

На конец XIX столетия осадная артиллерия ВС России состояла из трех осадных парков. Каждый парк имел около 300 — 500 орудий (пушки 42-линейная и 6-дюймовые, мортиры — 6, 8 и 9-дюймовые). Орудия и материальная часть (лафеты, принадлежности) осадных парков в мирное время хранились в крепостях, а в числе артиллерийских батальонов крепости один считается осадным. В военное время осадным батальон выделялся из состава крепостных артиллерийских батальонов, развертывался и вместе с парком отправлялся на театр войны. Для удобства доставки, управления и командования осадный парк делился на полу-парки, четверть-парки и батареи (осадные батареи). Батарея осадного парка состояла из орудий одного типа и калибра, числом от четырёх до 8. На одно осадное орудие требовалось, в среднем, 30 человек прислуги, а пропорция различных орудий в парке определялась важностью перечисленных задач осадной артиллерии.

## Назначение
Орудия осадной артиллерии предназначались для штурма крепостей. Артиллерия имела в своём составе различные типы орудий крупного и среднего калибров.
- контрбатарейная борьба
- разрушение укреплений и ходов сообщения
- уничтожение инфраструктуры и живой силы противника
- отражение атак противника
- создание бреши в обороне противника в местах, предназначенных для штурма.

Орудия осадной артиллерии имеют назначением:
- привести к молчанию артиллерию обороняющегося;
- затруднять сообщение между крепостными верками, равно как и пребывание на них;
- разрушать жилые помещения гарнизона, его магазины и так далее;
- противодействовать вылазкам;
- и, наконец пробивать бреши в крепостной ограде на пунктах, предназначенных для штурма.

## Виды и типы
Наиболее известными осадными машинами являются:
- Баллиста
- Катапульта
- Крюк-разрушитель[5].
- Пушка
- Таран
- Онагр
- Осадная лестница
- Осадная башня
- Толленон
- Требушет